# Спутник (премия, 2025)
29-я церемония вручения премии «Спутник», присуждаемых Международной пресс-академией за заслуги в области кинематографа и телевидения за 2024 год.
Номинанты были объявлены 16 декабря 2024 года. Лауреаты стали известны 26 января 2025 года. Церемония вручения была перенесена на 21 февраля в связи с лесными пожарами в Южной Калифорнии.
Среди фильмов лидерами по числу номинаций стали эпическая историческая лента «Бруталист», а также картины «Дюна: Часть вторая», «Конклав» и «Эмилия Перес» — у них десять, девять и по восемь номинаций соответственно. Касаемо категорий в области телевидения, историческая драма «Сёгун» была выдвинута на премию в пяти категориях. За ней следуют сериалы «Вражда: Капоте против лебедей», «Оленёнок» и «Проклятие», у которых по четыре номинации.

## Награды за особые достижения
- Премия Auteur (за уникальное видение) — Ф. Хавьер Гутьеррес[англ.]
- Почётный «Спутник» — Рада Митчелл
- Гуманитарная премия (за изменение жизни людей) — Алехандро Гомес Монтеверде[англ.]
- Премия Мэри Пикфорд (за выдающийся художественный вклад) — Джеймс Вудс
- Премия Николы Теслы (за достижения в области технологий кино) — Саймон Хейз[англ.]
- Награда за грим — «Злая: Сказка о ведьме Запада»
- Награда за каскадерское мастерство — «Воины сумерек: Осада Коулуна»
- Актёрский состав: Кинофильм[англ.] — «Носферату»
- Актёрский состав: Телевидение — «Вражда: Капоте против лебедей[англ.]»

## Лауреаты и номинанты: кино
| Лучший фильм — драма | Лучший фильм — комедия или мюзикл |
| --- | --- |
| - «Бруталист» - «Безмолвное братство» - «Девушка и море» - «Дюна: Часть вторая» - «Кабрини» - «Конклав» - «Мальчишки из „Никеля“» - «Синг-Синг» | - «Анора» - «Злая: Сказка о ведьме Запада» - «Настоящая боль» - «Однажды в Ла-Рое» - «Призрачный свет» - «Субстанция» - «Тельма» - «Я не киллер» |
| Лучший анимационный фильм | Лучший режиссёр |
| - «Уоллес и Громит: Самая дикая месть» - «Головоломка 2» - «Дикий робот» - «Мемуары улитки» - «Мобильный воин Гандам: Поколение. Фильм» - «Поток» | - Брэди Корбет — «Бруталист» - Шон Бейкер — «Анора» - Эдвард Бергер — «Конклав» - Дени Вильнёв — «Дюна: Часть вторая» - Грег Куидар — «Синг-Синг» - РаМелл Росс — «Мальчишки из „Никеля“» |
| Лучший актёр — драма | Лучшая актриса — драма |
| - Колман Доминго — «Синг-Синг» (за роль Джона «Дивайн Джи» Уитфилда) - Эдриен Броуди — «Бруталист» (за роль Ласло Тота) - Хью Грант — «Еретик» (за роль мистера Рида) - Дэниел Крейг — «Квир» (за роль Уильяма Ли) - Рэйф Файнс — «Конклав» (за роль кардинала Томаса Лоуренса) - Тимоти Шаламе — «Боб Дилан: Никому не известный» (за роль Боба Дилана) | - Фернанда Торрес — «Я всё ещё здесь» (за роль Юнис Пайвы) - Лили-Роуз Депп — «Носферату» (за роль Эллен Хуттер) - Анджелина Джоли — «Мария» (за роль Марии Каллас) - Николь Кидман — «Плохая девочка» (за роль Роми Мейтис) - Сирша Ронан — «Выгон» (за роль Роны) - Тильда Суинтон — «Комната по соседству» (за роль Марты Хант) |
| Лучший актёр — комедия или мюзикл | Лучшая актриса — комедия или мюзикл |
| - Кит Купферер — «Призрачный свет» (за роль Дэна Мюллера) - Джесси Айзенберг — «Настоящая боль» (за роль Дэвида Каплана) - Райан Гослинг — «Каскадёры» (за роль Кольта Сиверса) - Майкл Китон — «Битлджус Битлджус» (за роль Битлджуса) - Джон Магаро — «Однажды в Ла-Рое» (за роль Рэя) - Глен Пауэлл — «Я не киллер» (за роль Гэри Джонсона) | - Деми Мур — «Субстанция» (за роль Элизабет Спаркл) - Карла София Гаскон — «Эмилия Перес» (за роль Эмилии Перес) - Майки Мэдисон — «Анора» (за роль Аноры «Эни» Михеевой) - Вайнона Райдер — «Битлджус Битлджус» (за роль Лидии Дитц) - Джун Скуибб — «Тельма» (за роль Тельмы Пост) - Синтия Эриво — «Злая: Сказка о ведьме Запада» (за роль Эльфабы Тропп) |
| Лучший актёр второго плана — кинофильм | Лучшая актриса второго плана — кинофильм |
| - Гай Пирс — «Бруталист» (за роль Харрисона Ли Ван Бюрена) - Юра Борисов — «Анора» (за роль Игоря) - Дензел Вашингтон — «Гладиатор 2» (за роль Макрина) - Киран Калкин — «Настоящая боль» (за роль Бенджи Каплана) - Кларенс Маклин — «Синг-Синг» (за роль самого себя) - Эдвард Нортон — «Боб Дилан: Никому не известный» (за роль Пита Сигера) | - Ариана Гранде — «Злая: Сказка о ведьме Запада» (за роль Галинды «Глинды» Апленд) - Даниэль Дедуайлер — «Уроки фортепиано» (за роль Бернис Чарльз) - Фелисити Джонс — «Бруталист» (за роль Эржебет Тот) - Маргарет Куолли — «Субстанция» (за роль Сью) - Изабелла Росселлини — «Конклав» (за роль сестры Агнес) - Зои Салдана — «Эмилия Перес» (за роль Риты Моры Кастро) |
| Лучший оригинальный сценарий | Лучший адаптированный сценарий |
| - «Настоящая боль» — Джесси Айзенберг - «Анора» — Шон Бейкер - «Бруталист» — Брэди Корбет и Мона Фастволд - «Семя священного инжира» — Мохаммад Расулоф - «Субстанция» — Корали Фаржа - «Суровая правда» — Майк Ли | - «Мальчишки из „Никеля“» — РаМелл Росс и Джослин Барнс - «Комната по соседству» — Педро Альмодовар - «Конклав» — Питер Строан - «Русский консул» — Вук Драшкович и Мирослав Лекич - «Синг-Синг» — Клинт Бентли, Грег Куидар, Кларенс Маклин и Джон «Дивайн Джи» Уитфилд - «Эмилия Перес» — Жак Одиар |
| Лучший документальный фильм | Лучший иностранный фильм |
| - «Супермен: История Кристофера Рива» - «Дагомея» - «Кровавая сотая» - «Нет другой земли» - «Сахарный тростник» - «Фарфоровая война» - «Элизабет Тейлор: Утерянные записи» - «Я — Селин Дион» | - «Волны» ( Чехия) - «Девушка с иглой» ( Дания) - «Королевы» ( Перу / Швейцария) - «Ожидание» ( Испания) - «Семя священного инжира» ( Германия) - «Я всё ещё здесь» ( Бразилия) |
| Лучшая операторская работа | Лучший монтаж |
| - «Дюна: Часть вторая» — Грег Фрэйзер - «Бруталист» — Лол Кроули - «Гладиатор 2» — Джон Мэтисон - «Мальчишки из „Никеля“» — Джомо Фрей - «Мария» — Эдвард Лэкмен - «Носферату» — Джарин Блашке | - «Дюна: Часть вторая» — Джо Уокер - «Анора» — Шон Бейкер - «Бруталист» — Давид Янчо - «Гладиатор 2» — Сэм Рестиво и Клэр Симпсон - «Конклав» — Ник Эмерсон - «Эмилия Перес» — Жюльетт Вельфлинг |
| Лучший дизайн костюмов | Лучшая работа художника-постановщика |
| - «Злая: Сказка о ведьме Запада» — Пол Тейзуэлл - «Блиц» — Жаклин Дюрран - «Гладиатор 2» — Дэвид Кроссман и Джанти Йейтс - «Дюна: Часть вторая» — Жаклин Уэст - «Мария» — Массимо Кантини Паррини - «Носферату» — Линда Мьюир | - «Гладиатор 2» — Артур Макс (художник-постановщик); Джилл Азис и Элли Грифф (декораторы) - «Бруталист» — Джуди Бекер (художник-постановщик); Патриция Кучча и Мерцедес Нагиваради (декораторы) - «Дюна: Часть вторая» — Патрис Верметт (художник-постановщик); Шейн Виё (декоратор) - «Злая: Сказка о ведьме Запада» — Нейтан Краули (художник-постановщик); Ли Сандалес (декоратор) - «Конклав» — Сьюзи Дейвис (художник-постановщик); Синтия Слейтер (декоратор) - «Носферату» — Крэйг Лэтроп (художник-постановщик); Беатрис Брентнерова (декоратор) |
| Лучшая музыка к фильму | Лучшая песня |
| - «Эмилия Перес» — Клеман Дюколь и Камий - «Бруталист» — Дэниел Блумберг - «Дикий робот» — Крис Бауэрс - «Дюна: Часть вторая» — «Ханс Циммер» - «Комната по соседству» — Альберто Иглесиас - «Конклав» — Фолькер Бертельман | - «Mi Camino» («Эмилия Перес») — Клеман Дюколь и Камий - «El Mal» («Эмилия Перес») — Клеман Дюколь, Камий и Жак Одиар - «The Journey» («Батальон 6888») — Дайан Уоррен - «Kiss the Sky» («Дикий робот») — Марен Моррис, Delacey, Джордан Джонсон, Стефан Джонсон, Майкл Поллак и Али Тампоси - «Never Too Late» («Элтон Джон: Никогда не поздно») — Элтон Джон и Брэнди Карлайл - «Winter Coat» («Блиц») — Николас Брителл, Стив Маккуин и Таура Стинсон                                                                                                 |
| Лучший звук | Лучшие визуальные эффекты |
| - «Злая: Сказка о ведьме Запада» — Джейк Долман, Саймон Хейз, Джон Маркиз, Энди Нельсон и Нэнси Ньюджент Тайтл - «Боб Дилан: Никому не известный» — Тед Каплан, Дэвид Джаммарко, Тод А. Мейтленд, Пол Мэсси и Дональд Сильвестр - «Гладиатор 2» — Стефан Буше, Мэттью Коллиндж, Пол Мэсси и Дэнни Шиэн - «Дюна: Часть вторая» — Рон Бартлетт, Даг Хэмфилл, Гарет Джон и Ричард Кинг - «Смерч 2» — Кристофер Бойс, Пит Хорнер, Эл Нельсон и Бьёрн Оле Шрёдер - «Эмилия Перес» — Ортанс Байи, Эймерик Девольдер, Сирил Хольц и Каролина Сантана | - «Гладиатор 2» — Марк Баковски, Нил Корбоулд, Никки Пенни и Пьетро Понти - «Воины сумерек: Осада Коулуна» — Гаррет Лам, Жюль Линь и Ю Куоклён - «Дюна: Часть вторая» — Стивен Джеймс, Пол Ламберт, Герд Нефзер и Риз Сэлкомб - «Злая: Сказка о ведьме Запада» — Пол Корбоулд, Джонатан Фоукнер, Пабло Хельман и Дэвид Ширк - «Муфаса: Король Лев» — Одри Феррара и Адам Вальдес - «Планета обезьян: Новое царство» — Родни Бёрк, Пол Стори, Стефен Унтерфранц и Эрик Уинкист                                                                            |

### Фильмы с несколькими номинациями / победами
| Кол-во номинаций | Кол-во побед | Название фильма                  |
| ---------------- | ------------ | -------------------------------- |
| 10               | 3            | «Бруталист»                      |
| 9                | 2            | «Дюна: Часть вторая»             |
| 8                | 0            | «Конклав»                        |
| 8                | 2            | «Эмилия Перес»                   |
| 7                | 2            | «Гладиатор 2»                    |
| 7                | 4            | «Злая: Сказка о ведьме Запада»   |
| 6                | 1            | «Анора»                          |
| 5                | 1            | «Синг-Синг»                      |
| 4                | 1            | «Мальчишки из „Никеля“»          |
| 4                | 1            | «Настоящая боль»                 |
| 4                | 1            | «Носферату»                      |
| 4                | 1            | «Субстанция»                     |
| 3                | 0            | «Боб Дилан: Никому не известный» |
| 3                | 0            | «Дикий робот»                    |
| 3                | 0            | «Комната по соседству»           |
| 3                | 0            | «Мария»                          |
| 2                | 0            | «Битлджус Битлджус»              |
| 2                | 0            | «Блиц»                           |
| 2                | 0            | «Однажды в Ла-Рое»               |
| 2                | 1            | «Призрачный свет»                |
| 2                | 0            | «Семя священного инжира»         |
| 2                | 0            | «Тельма»                         |
| 2                | 1            | «Я всё ещё здесь»                |
| 2                | 0            | «Я не киллер»                    |

## Лауреаты и номинанты: телевидение
| Лучший телесериал — драма | Лучший телесериал — комедия или мюзикл |
| --- | --- |
| - «Медленные лошади» (Apple TV+) - «Дипломатка» (Netflix) - «Игра в кальмара» (Netflix) - «Мэтлок» (CBS) - «Сёгун» (FX / Hulu) | - «Хитрости» (Max) - «Начальная школа Эбботт» (ABC) - «Платонические отношения» (Apple TV+) - «Проклятие» (Paramount+) - «Убийства в одном здании» (Hulu) - «Учитель английского» (FX / Hulu) |
| Лучший жанровый телесериал | Лучший мини-сериал или телефильм |
| - «Чем мы заняты в тени» (FX / Hulu) - «Мартин Скорсезе представляет: Святые» (Fox Nation) - «Мистер и миссис Смит» (Prime Video) - «Укрытие» (Apple TV+) | - «Рипли» (Netflix) - «Властелины воздуха» (Apple TV+) - «Вражда: Капоте против лебедей» (FX / Hulu) - «Оленёнок» (Netflix) - «Пингвин» (HBO) - «Сочувствующий» (HBO) |
| Лучший актёр в телесериале — драма / жанровый | Лучшая актриса в телесериале — драма / жанровый |
| - Хироюки Санада в роли даймё Ёси Торанаги — «Сёгун» (FX / Hulu) - Дональд Гловер в роли Джона Смита / Майкла — «Мистер и миссис Смит» (Prime Video) - Джейк Джилленхол в роли Расти Сабича — «Презумпция невиновности» (Apple TV+) - Гэри Олдмен в роли Джексона Лэма — «Медленные лошади» (Apple TV+) - Эдди Редмэйн в роли Шакала — «День Шакала» (Peacock) - Билли Боб Торнтон в роли Томми Норриса — «Лэндмен» (Paramount+)                                                          | - Кэти Бейтс в роли Мэдлин «Мэтти» Мэтлок / Мэдлин Кингстон — «Мэтлок» (CBS) - Кэрри Кун в роли Берты Расселл — «Позолоченный век» (HBO) - Кери Расселл в роли Кейт Уолер — «Дипломатка» (Netflix) - Анна Саваи в роли Тоды Марико — «Сёгун» (FX / Hulu) - Имельда Стонтон в роли Елизаветы II — «Корона» (Netflix) - Майя Эрскин в роли Джейн Смит / Аланы — «Мистер и миссис Смит» (Prime Video)                                      |
| Лучший актёр в телесериале — комедия или мюзикл | Лучшая актриса в телесериале — комедия или мюзикл |
| - Патрик Браммелл в роли Гордона «Флэша» Креппа — «Колин из бухгалтерии» (Paramount+) - Адам Броди в роли Ноа Роклова — «Никто этого не хочет» (Netflix) - Сет Роген в роли Уилла — «Платонические отношения» (Apple TV+) - Джереми Аллен Уайт в роли Кармена «Карми» Берзатто — «Медведь» (FX / Hulu) - Нейтан Филдер в роли Эшера Сигела — «Проклятие» (Paramount+) - Мартин Шорт в роли Оливера Патнэма — «Убийства в одном здании» (Hulu)                                             | - Эмма Стоун в роли Уитни Сигел — «Проклятие» (Paramount+) - Кристен Белл в роли Джоан — «Никто этого не хочет» (Netflix) - Квинта Брансон в роли Джанин Тигс — «Начальная школа Эбботт» (ABC) - Селена Гомес в роли Мэйбл Моры — «Убийства в одном здании» (Hulu) - Джин Смарт в роли Деборы Вэнс — «Хитрости» (Max) - Айо Эдебири в роли Сидни Адаму — «Медведь» (FX / Hulu)                                                          |
| Лучший актёр — мини-сериал или телефильм | Лучшая актриса — мини-сериал или телефильм |
| - Колин Фаррелл в роли Освальда «Оза» Кобблпота / Пингвина — «Пингвин» (HBO) - Ричард Гэдд в роли Донни Данна — «Оленёнок» (Netflix) - Эндрю Скотт в роли Тома Рипли — «Рипли» (Netflix) - Хоа Сюаньдэ в роли Капитана — «Сочувствующий» (HBO) - Каллум Тёрнер в роли майора Джона «Баки» Игана — «Властелины воздуха» (Apple TV+) - Том Холландер в роли Трумена Капоте — «Вражда: Капоте против лебедей» (FX / Hulu)                                                                    | - Кейт Бланшетт в роли Кэтрин Рейвенскрофт — «Все совпадения неслучайны» (Apple TV+) - Джессика Ганнинг в роли Марты Скотт — «Оленёнок» (Netflix) - Николь Кидман в роли Маргарет Ву — «Экспаты» (Prime Video) - Кристин Милиоти в роли Софии Фальконе — «Пингвин» (HBO) - Наоми Уоттс в роли Бэйб Пейли — «Вражда: Капоте против лебедей» (FX / Hulu) - Джоди Фостер в роли шефа Лиз Дэнверс — «Настоящий детектив: Страна ночи» (HBO) |
| Лучший актёр второго плана — телесериал, мини-сериал или телефильм | Лучшая актриса второго плана — телесериал, мини-сериал или телефильм |
| - Роберт Дауни-младший в ролях Клода, профессора Роберта Хаммера, Неда Годвина, Нико Дамианоса и Священника — «Сочувствующий» (HBO) - Таданобу Асано в роли Касиги Ябусигэ — «Сёгун» (FX / Hulu) - Уолтон Гоггинс в роли Гуля / Купера Говарда — «Фоллаут» (Prime Video) - Эбон Мосс-Бакрак в роли Ричарда «Ричи» Джеримовича — «Медведь» (FX / Hulu) - Крис Перфетти в роли Джейкоба Хилла — «Начальная школа Эбботт» (ABC) - Бенни Сафди в роли Дуги Шектера — «Проклятие» (Paramount+) | - Дайан Лейн в роли Слим Кит — «Вражда: Капоте против лебедей» (FX / Hulu) - Нава Мау в роли Тери — «Оленёнок» (Netflix) - Саския Ривз в роли Кэтрин Стэндиш — «Медленные лошади» (Apple TV+) - Моэка Хоси в роли Усами Фудзи — «Сёгун» (FX / Hulu) - Кристен Шаал в роли Проводника — «Чем мы заняты в тени» (FX / Hulu) - Ханна Эйнбиндер в роли Авы Дэниелс — «Хитрости» (Max)                                                       |

### Телесериалы с несколькими номинациями / победами
| Кол-во номинаций | Кол-во побед | Название сериала                |
| ---------------- | ------------ | ------------------------------- |
| 5                | 1            | «Сёгун»                         |
| 4                | 2            | «Вражда: Капоте против лебедей» |
| 4                | 0            | «Оленёнок»                      |
| 4                | 1            | «Проклятие»                     |
| 3                | 0            | «Медведь»                       |
| 3                | 1            | «Медленные лошади»              |
| 3                | 0            | «Мистер и миссис Смит»          |
| 3                | 0            | «Начальная школа Эбботт»        |
| 3                | 1            | «Пингвин»                       |
| 3                | 1            | «Сочувствующий»                 |
| 3                | 0            | «Убийства в одном здании»       |
| 3                | 1            | «Хитрости»                      |
| 2                | 0            | «Дипломатка»                    |
| 2                | 0            | «Властелины воздуха»            |
| 2                | 1            | «Мэтлок»                        |
| 2                | 0            | «Никто этого не хочет»          |
| 2                | 0            | «Платонические отношения»       |
| 2                | 1            | «Рипли»                         |
| 2                | 1            | «Чем мы заняты в тени»          |